# آرتو
آرتو (به ایتالیایی: Artò) یک منطقهٔ مسکونی در ایتالیا است که در مدونا دل ساسو (پیمونت) واقع شده‌است. آرتو ۶۰۷ متر بالاتر از سطح دریا واقع شده‌است.

## موقعیت جغرافیایی
روستای آرتو در چند کیلومتری غرب دریاچه آرتو است.

## تاریخچه
از سال ۱۹۲۸ آزتو یک مجتمع مجزا (شهرداری) بود. 